# Успенское сельское поселение (Краснозоренский район)
Успенское се́льское поселе́ние — муниципальное образование в Краснозоренском районе Орловской области Российской Федерации.
Административный центр — село Пол-Успенье.

## История
Статус и границы сельского поселения установлены Законом Орловской области от 12 августа 2004 года № 417-ОЗ «О статусе, границах и административных центрах муниципальных образований на территории Краснозоренского района Орловской области».

## Население
| 2010 | 2012 | 2013 | 2014 | 2015 | 2016 | 2017 |
| ---- | ---- | ---- | ---- | ---- | ---- | ---- |
| 460  | ↘451 | ↘424 | ↘408 | ↘384 | ↘370 | ↗374 |
| 2018 | 2019 | 2020 | 2021 | 2023 |      |      |
| ↘357 | ↘348 | ↗349 | ↗358 | ↘344 |      |      |

## Состав сельского поселения
| №  | Населённый пункт     | Тип населённого пункта       | Население |
| -- | -------------------- | ---------------------------- | --------- |
| 1  | Бахтинка             | деревня                      | 0         |
| 2  | Зверево-Бакулино     | деревня                      | ↘127      |
| 3  | Золотухино           | деревня                      | 34        |
| 4  | Ивановка             | деревня                      | 4         |
| 5  | Кавказ               | посёлок                      | 17        |
| 6  | Коровенка            | деревня                      | 0         |
| 7  | Короткое             | деревня                      | 1         |
| 8  | Подлесное            | деревня                      | 51        |
| 9  | Пол-Успенье          | село, административный центр | ↘109      |
| 10 | Пречистенка          | деревня                      | 22        |
| 11 | Пушкино              | деревня                      | 0         |
| 12 | Рахманово            | деревня                      | 17        |
| 13 | Соловьёвка           | деревня                      | 16        |
| 14 | Успенье              | село                         | ↘42       |
| 15 | Чермашенские Выселки | деревня                      | 18        |